# WTA Tour 2011
WTA Tour 2011 – sezon profesjonalnych kobiecych turniejów tenisowych organizowanych przez Women’s Tennis Association w 2011 roku. WTA Tour 2011 obejmuje turnieje wielkoszlemowe (organizowane przez International Tennis Federation), turnieje rangi Premier Series, turnieje rangi International Series, Puchar Federacji (organizowane przez ITF), zawody Commonwealth Bank Tournament of Champions oraz mistrzostwa WTA Tour Championships.

## Klasyfikacja turniejów
| Wielki Szlem         |
| Turniej Mistrzyń     |
| Premier Mandatory    |
| Premier 5            |
| Premier Series       |
| International Series |

## Styczeń
| Data        | Turniej                                                   | Zwyciężczynie                             | Wynik          | Finalistki                          | Półfinalistki                           | Ćwierćfinalistki                                                               |
| ----------- | --------------------------------------------------------- | ----------------------------------------- | -------------- | ----------------------------------- | --------------------------------------- | ------------------------------------------------------------------------------ |
| 3 stycznia  | Brisbane International Brisbane International Series      | Petra Kvitová                             | 6:1, 6:3       | Andrea Petkovic                     | Marion Bartoli Anastasija Pawluczenkowa | Jarmila Gajdošová Barbora Záhlavová-Strýcová Dominika Cibulková Lucie Šafářová |
| 3 stycznia  | Brisbane International Brisbane International Series      | Alisa Klejbanowa Anastasija Pawluczenkowa | 6:3, 7:5       | Klaudia Jans Alicja Rosolska        | Marion Bartoli Anastasija Pawluczenkowa | Jarmila Gajdošová Barbora Záhlavová-Strýcová Dominika Cibulková Lucie Šafářová |
| 3 stycznia  | ASB Classic Auckland International Series                 | Gréta Arn                                 | 6:3, 6:3       | Yanina Wickmayer                    | Julia Görges Peng Shuai                 | Marija Szarapowa Kateryna Bondarenko Heather Watson Simona Halep               |
| 3 stycznia  | ASB Classic Auckland International Series                 | Květa Peschke Katarina Srebotnik          | 6:3, 6:0       | Sofia Arvidsson Marina Erakovic     | Julia Görges Peng Shuai                 | Marija Szarapowa Kateryna Bondarenko Heather Watson Simona Halep               |
| 10 stycznia | Medibank International Sydney Sydney Premier Series       | Li Na                                     | 7:6(3), 6:3    | Kim Clijsters                       | Alisa Klejbanowa Bojana Jovanovski      | Dominika Cibulková Wiktoryja Azaranka Swietłana Kuzniecowa Flavia Pennetta     |
| 10 stycznia | Medibank International Sydney Sydney Premier Series       | Iveta Benešová B. Záhlavová-Strýcová      | 4:6, 6:4, 10-7 | Květa Peschke Katarina Srebotnik    | Alisa Klejbanowa Bojana Jovanovski      | Dominika Cibulková Wiktoryja Azaranka Swietłana Kuzniecowa Flavia Pennetta     |
| 10 stycznia | Moorilla Hobart International Hobart International Series | Jarmila Gajdošová                         | 6:4, 6:3       | Bethanie Mattek-Sands               | Klára Zakopalová Peng Shuai             | Marion Bartoli Sara Errani Angelique Kerber Roberta Vinci                      |
| 10 stycznia | Moorilla Hobart International Hobart International Series | Sara Errani Roberta Vinci                 | 6:3, 7:5       | Kateryna Bondarenko Līga Dekmeijere | Klára Zakopalová Peng Shuai             | Marion Bartoli Sara Errani Angelique Kerber Roberta Vinci                      |
| 17 stycznia | Australian Open Melbourne Wielki Szlem                    | Kim Clijsters                             | 3:6, 6:3, 6:3  | Li Na                               | Caroline Wozniacki Wiera Zwonariowa     | Francesca Schiavone Andrea Petkovic Agnieszka Radwańska Petra Kvitová          |
| 17 stycznia | Australian Open Melbourne Wielki Szlem                    | Gisela Dulko Flavia Pennetta              | 2:6, 7:5, 6:1  | Marija Kirilenko Wiktoryja Azaranka | Caroline Wozniacki Wiera Zwonariowa     | Francesca Schiavone Andrea Petkovic Agnieszka Radwańska Petra Kvitová          |

## Luty
| Data      | Turniej                                                                                     | Zwyciężczynie                             | Wynik             | Finalistki                                    | Półfinalistki                           | Ćwierćfinalistki                                                     |
| --------- | ------------------------------------------------------------------------------------------- | ----------------------------------------- | ----------------- | --------------------------------------------- | --------------------------------------- | -------------------------------------------------------------------- |
| 7 lutego  | Open GDF Suez Paryż Premier Series                                                          | Petra Kvitová                             | 6:4, 6:3          | Kim Clijsters                                 | Kaia Kanepi Bethanie Mattek-Sands       | Dominika Cibulková Jelena Dokić Andrea Petkovic Yanina Wickmayer     |
| 7 lutego  | Open GDF Suez Paryż Premier Series                                                          | Bethanie Mattek-Sands Meghann Shaughnessy | 6:4, 6:2          | Wiera Duszewina Jekatierina Makarowa          | Kaia Kanepi Bethanie Mattek-Sands       | Dominika Cibulková Jelena Dokić Andrea Petkovic Yanina Wickmayer     |
| 7 lutego  | Pattaya Women’s Open Pattaya International Series                                           | Daniela Hantuchová                        | 6:0, 6:2          | Sara Errani                                   | Roberta Vinci Wiera Zwonariowa          | Akgul Amanmuradova Ana Ivanović Peng Shuai Galina Woskobojewa        |
| 7 lutego  | Pattaya Women’s Open Pattaya International Series                                           | Sara Errani Roberta Vinci                 | 3:6, 6:3, 10-5    | Sun Shengnan Zheng Jie                        | Roberta Vinci Wiera Zwonariowa          | Akgul Amanmuradova Ana Ivanović Peng Shuai Galina Woskobojewa        |
| 14 lutego | Dubai Tennis Championships Dubaj Premier 5 Series                                           | Caroline Wozniacki                        | 6:1, 6:3          | Swietłana Kuzniecowa                          | Jelena Janković Flavia Pennetta         | Szachar Pe’er Samantha Stosur Agnieszka Radwańska Alisa Klejbanowa   |
| 14 lutego | Dubai Tennis Championships Dubaj Premier 5 Series                                           | Liezel Huber María José Martínez Sánchez  | 7:6(5), 6:3       | Květa Peschke Katarina Srebotnik              | Jelena Janković Flavia Pennetta         | Szachar Pe’er Samantha Stosur Agnieszka Radwańska Alisa Klejbanowa   |
| 14 lutego | Regions Morgan Keegan Championships and the Cellular South Cup Memphis International Series | Magdaléna Rybáriková                      | 6:2, k.           | Rebecca Marino                                | Lucie Hradecká Jewgienija Rodina        | Alexa Glatch Ksienija Pierwak Heather Watson Coco Vandeweghe         |
| 14 lutego | Regions Morgan Keegan Championships and the Cellular South Cup Memphis International Series | Wolha Hawarcowa Ałła Kudriawcewa          | 6:3, 4:6, 10-8    | Andrea Hlaváčková Lucie Hradecká              | Lucie Hradecká Jewgienija Rodina        | Alexa Glatch Ksienija Pierwak Heather Watson Coco Vandeweghe         |
| 14 lutego | Copa Colsanitas Santander Bogota International Series                                       | Lourdes Domínguez Lino                    | 2:6, 6:3, 6:2     | Mathilde Johansson                            | Carla Suárez Navarro Petra Martić       | Han Xinyun Catalina Castaño Beatriz García Vidagany Laura Pous Tió   |
| 14 lutego | Copa Colsanitas Santander Bogota International Series                                       | Edina Gallovits Anabel Medina Garrigues   | 2:6, 7:6(6), 11-9 | Sharon Fichman Laura Pous Tió                 | Carla Suárez Navarro Petra Martić       | Han Xinyun Catalina Castaño Beatriz García Vidagany Laura Pous Tió   |
| 21 lutego | Qatar Total Open Doha Premier Series                                                        | Wiera Zwonariowa                          | 6:4, 6:4          | Caroline Wozniacki                            | Marion Bartoli Jelena Janković          | Flavia Pennetta Peng Shuai Klára Zakopalová Daniela Hantuchová       |
| 21 lutego | Qatar Total Open Doha Premier Series                                                        | Květa Peschke Katarina Srebotnik          | 7:5, 6:7(2), 10-8 | Liezel Huber Nadieżda Pietrowa                | Marion Bartoli Jelena Janković          | Flavia Pennetta Peng Shuai Klára Zakopalová Daniela Hantuchová       |
| 21 lutego | Abierto Mexicano TELCEL Acapulco International Series                                       | Gisela Dulko                              | 6:3, 7:6(5)       | Arantxa Parra Santonja                        | Johanna Larsson Anabel Medina Garrigues | Carla Suárez Navarro Laura Pous Tió Gréta Arn Lourdes Domínguez Lino |
| 21 lutego | Abierto Mexicano TELCEL Acapulco International Series                                       | Marija Korytcewa Raluca Olaru             | 3:6, 6:1, 10-4    | Lourdes Domínguez Lino Arantxa Parra Santonja | Johanna Larsson Anabel Medina Garrigues | Carla Suárez Navarro Laura Pous Tió Gréta Arn Lourdes Domínguez Lino |
| 28 lutego | Monterrey Open Monterrey International Series                                               | Anastasija Pawluczenkowa                  | 2:6, 6:2, 6:3     | Jelena Janković                               | Gisela Dulko Polona Hercog              | Gréta Arn Wolha Hawarcowa Ksienija Pierwak Anastasija Sevastova      |
| 28 lutego | Monterrey Open Monterrey International Series                                               | Iveta Benešová Barbora Záhlavová-Strýcová | 6:7(8), 6:2, 10-6 | Anna-Lena Grönefeld Vania King                | Gisela Dulko Polona Hercog              | Gréta Arn Wolha Hawarcowa Ksienija Pierwak Anastasija Sevastova      |
| 28 lutego | Malaysian Open Kuala Lumpur International Series                                            | Jelena Dokić                              | 2:6, 7:6(9), 6:4  | Lucie Šafářová                                | Jarmila Gajdošová Michaëlla Krajicek    | Marion Bartoli Bojana Jovanovski Anne Kremer Ayumi Morita            |
| 28 lutego | Malaysian Open Kuala Lumpur International Series                                            | Dinara Safina Galina Woskobojewa          | 7:5, 2:6, 10-5    | Noppawan Lertcheewakarn Jessica Moore         | Jarmila Gajdošová Michaëlla Krajicek    | Marion Bartoli Bojana Jovanovski Anne Kremer Ayumi Morita            |

## Marzec
| Data     | Turniej                                          | Zwyciężczynie                          | Wynik             | Finalistki                                | Półfinalistki                     | Ćwierćfinalistki                                                     |
| -------- | ------------------------------------------------ | -------------------------------------- | ----------------- | ----------------------------------------- | --------------------------------- | -------------------------------------------------------------------- |
| 10 marca | Pacific Life Open Indian Wells Premier Mandatory | Caroline Wozniacki                     | 6:1, 2:6, 6:3     | Marion Bartoli                            | Marija Szarapowa Yanina Wickmayer | Wiktoryja Azaranka Peng Shuai Szachar Pe’er Ana Ivanović             |
| 10 marca | Pacific Life Open Indian Wells Premier Mandatory | Sania Mirza Jelena Wiesnina            | 6:0, 7:5          | Bethanie Mattek-Sands Meghann Shaughnessy | Marija Szarapowa Yanina Wickmayer | Wiktoryja Azaranka Peng Shuai Szachar Pe’er Ana Ivanović             |
| 21 marca | Sony Ericsson Open Miami Premier Mandatory       | Wiktoryja Azaranka                     | 6:1, 6:4          | Marija Szarapowa                          | Andrea Petkovic Wiera Zwonariowa  | Kim Clijsters Alexandra Dulgheru Jelena Janković Agnieszka Radwańska |
| 21 marca | Sony Ericsson Open Miami Premier Mandatory       | Daniela Hantuchová Agnieszka Radwańska | 7:6(5), 2:6, 10-8 | Liezel Huber Nadieżda Pietrowa            | Andrea Petkovic Wiera Zwonariowa  | Kim Clijsters Alexandra Dulgheru Jelena Janković Agnieszka Radwańska |

## Kwiecień
| Data        | Turniej                                                              | Zwyciężczynie                                 | Wynik          | Finalistki                                | Półfinalistki                       | Ćwierćfinalistki                                                                 |
| ----------- | -------------------------------------------------------------------- | --------------------------------------------- | -------------- | ----------------------------------------- | ----------------------------------- | -------------------------------------------------------------------------------- |
| 4 kwietnia  | Family Circle Cup Charleston Premier Series                          | Caroline Wozniacki                            | 6:2, 6:3       | Jelena Wiesnina                           | Jelena Janković Peng Shuai          | Yanina Wickmayer Christina McHale Sania Mirza Julia Görges                       |
| 4 kwietnia  | Family Circle Cup Charleston Premier Series                          | Sania Mirza Jelena Wiesnina                   | 6:4, 6:4       | Bethanie Mattek-Sands Meghann Shaughnessy | Jelena Janković Peng Shuai          | Yanina Wickmayer Christina McHale Sania Mirza Julia Görges                       |
| 4 kwietnia  | Andalucia Tennis Experience Marbella International Series            | Wiktoryja Azaranka                            | 6:3, 6:2       | Irina-Camelia Begu                        | Sara Errani Swietłana Kuzniecowa    | Dinara Safina Alexandra Dulgheru Klára Zakopalová Lara Arruabarrena              |
| 4 kwietnia  | Andalucia Tennis Experience Marbella International Series            | Nuria Llagostera Vives Arantxa Parra Santonja | 3:6, 6:4, 10-5 | Sara Errani Roberta Vinci                 | Sara Errani Swietłana Kuzniecowa    | Dinara Safina Alexandra Dulgheru Klára Zakopalová Lara Arruabarrena              |
| 18 kwietnia | Porsche Tennis Grand Prix Stuttgart Premier Series                   | Julia Görges                                  | 7:6(3), 6:3    | Caroline Wozniacki                        | Agnieszka Radwańska Samantha Stosur | Andrea Petkovic Kristina Barrois Sabine Lisicki Wiera Zwonariowa                 |
| 18 kwietnia | Porsche Tennis Grand Prix Stuttgart Premier Series                   | Sabine Lisicki Samantha Stosur                | 6:1, 7:6(5)    | Kristina Barrois Jasmin Wöhr              | Agnieszka Radwańska Samantha Stosur | Andrea Petkovic Kristina Barrois Sabine Lisicki Wiera Zwonariowa                 |
| 18 kwietnia | Grand Prix de SAR La Princesse Lalla Meryem Fez International Series | Alberta Brianti                               | 6:4, 6:3       | Simona Halep                              | Kirsten Flipkens Dinara Safina      | Gréta Arn Nadija al-Alami Melanie Oudin Anastasija Piwowarowa                    |
| 18 kwietnia | Grand Prix de SAR La Princesse Lalla Meryem Fez International Series | Andrea Hlaváčková Renata Voráčová             | 6:3, 6:4       | Nina Bratczikowa Sandra Klemenschits      | Kirsten Flipkens Dinara Safina      | Gréta Arn Nadija al-Alami Melanie Oudin Anastasija Piwowarowa                    |
| 25 kwietnia | Barcelona Ladies Open Barcelona International Series                 | Roberta Vinci                                 | 4:6, 6:2, 6:2  | Lucie Hradecká                            | Laura Pous Tió Sara Errani          | Virginie Razzano Alberta Brianti Estrella Cabeza Candela Polona Hercog           |
| 25 kwietnia | Barcelona Ladies Open Barcelona International Series                 | Iveta Benešová Barbora Záhlavová-Strýcová     | 5:7, 6:4, 11-9 | Natalie Grandin Vladimíra Uhlířová        | Laura Pous Tió Sara Errani          | Virginie Razzano Alberta Brianti Estrella Cabeza Candela Polona Hercog           |
| 25 kwietnia | Estoril Open Estoril International Series                            | Anabel Medina Garrigues                       | 6:1, 6:2       | Kristina Barrois                          | Johanna Larsson Monica Niculescu    | Alisa Klejbanowa Ałła Kudriawcewa Klára Zakopalová Jarmila Gajdošová             |
| 25 kwietnia | Estoril Open Estoril International Series                            | Alisa Klejbanowa Galina Woskobojewa           | 6:4, 6:2       | Eleni Daniilidu Michaëlla Krajicek        | Johanna Larsson Monica Niculescu    | Alisa Klejbanowa Ałła Kudriawcewa Klára Zakopalová Jarmila Gajdošová             |
| 30 kwietnia | Mutua Madrileña Madrid Open Madryt Premier Mandatory                 | Petra Kvitová                                 | 7:6(3), 6:4    | Wiktoryja Azaranka                        | Julia Görges Li Na                  | Anastasija Pawluczenkowa Lucie Šafářová Bethanie Mattek-Sands Dominika Cibulková |
| 30 kwietnia | Mutua Madrileña Madrid Open Madryt Premier Mandatory                 | Wiktoryja Azaranka Marija Kirilenko           | 6:4, 6:3       | Květa Peschke Katarina Srebotnik          | Julia Görges Li Na                  | Anastasija Pawluczenkowa Lucie Šafářová Bethanie Mattek-Sands Dominika Cibulková |

## Maj
| Data    | Turniej                                                     | Zwyciężczynie                        | Wynik          | Finalistki                         | Półfinalistki                              | Ćwierćfinalistki                                                                 |
| ------- | ----------------------------------------------------------- | ------------------------------------ | -------------- | ---------------------------------- | ------------------------------------------ | -------------------------------------------------------------------------------- |
| 9 maja  | Internazionali BNL d’Italia Rzym Premier 5                  | Marija Szarapowa                     | 6:2, 6:4       | Samantha Stosur                    | Li Na Caroline Wozniacki                   | Gréta Arn Wiktoryja Azaranka Jelena Janković Francesca Schiavone                 |
| 9 maja  | Internazionali BNL d’Italia Rzym Premier 5                  | Peng Shuai Zheng Jie                 | 6:2, 6:3       | Vania King Jarosława Szwiedowa     | Li Na Caroline Wozniacki                   | Gréta Arn Wiktoryja Azaranka Jelena Janković Francesca Schiavone                 |
| 16 maja | Brussels Ladies Open Bruksela Premier Series                | Caroline Wozniacki                   | 2:6, 6:3, 6:3  | Peng Shuai                         | Francesca Schiavone Wiera Zwonariowa       | Yanina Wickmayer Ayumi Morita Sofia Arvidsson Alexandra Dulgheru                 |
| 16 maja | Brussels Ladies Open Bruksela Premier Series                | Andrea Hlaváčková Galina Woskobojewa | 3:6, 6:0, 10-5 | Klaudia Jans Alicja Rosolska       | Francesca Schiavone Wiera Zwonariowa       | Yanina Wickmayer Ayumi Morita Sofia Arvidsson Alexandra Dulgheru                 |
| 16 maja | Internationaux de Strasbourg Strasburg International Series | Andrea Petkovic                      | 6:4, 1:0 krecz | Marion Bartoli                     | Anabel Medina Garrigues Daniela Hantuchová | Lucie Hradecká Marija Kirilenko Mirjana Lučić Nadieżda Pietrowa                  |
| 16 maja | Internationaux de Strasbourg Strasburg International Series | Akgul Amanmuradova Chuang Chia-jung  | 6:4, 5:7, 10-2 | Natalie Grandin Vladimíra Uhlířová | Anabel Medina Garrigues Daniela Hantuchová | Lucie Hradecká Marija Kirilenko Mirjana Lučić Nadieżda Pietrowa                  |
| 23 maja | Roland Garros Paryż Wielki Szlem                            | Li Na                                | 6:4, 7:6(0)    | Francesca Schiavone                | Marion Bartoli Marija Szarapowa            | Swietłana Kuzniecowa Anastasija Pawluczenkowa Wiktoryja Azaranka Andrea Petkovic |
| 23 maja | Roland Garros Paryż Wielki Szlem                            | Andrea Hlaváčková Lucie Hradecká     | 6:4, 6:3       | Sania Mirza Jelena Wiesnina        | Marion Bartoli Marija Szarapowa            | Swietłana Kuzniecowa Anastasija Pawluczenkowa Wiktoryja Azaranka Andrea Petkovic |

## Czerwiec
| Data       | Turniej                                           | Zwyciężczynie                               | Wynik            | Finalistki                          | Półfinalistki                      | Ćwierćfinalistki                                                        |
| ---------- | ------------------------------------------------- | ------------------------------------------- | ---------------- | ----------------------------------- | ---------------------------------- | ----------------------------------------------------------------------- |
| 6 czerwca  | AEGON Classic Birmingham International Series     | Sabine Lisicki                              | 6:3, 6:2         | Daniela Hantuchová                  | Peng Shuai Ana Ivanović            | Magdaléna Rybáriková Marina Erakovic Alison Riske Mirjana Lučić         |
| 6 czerwca  | AEGON Classic Birmingham International Series     | Wolha Hawarcowa Ałła Kudriawcewa            | 1:6, 6:1, 10-5   | Sara Errani Roberta Vinci           | Peng Shuai Ana Ivanović            | Magdaléna Rybáriková Marina Erakovic Alison Riske Mirjana Lučić         |
| 6 czerwca  | e-Boks Danish Open Kopenhaga International Series | Caroline Wozniacki                          | 6:1, 6:4         | Lucie Šafářová                      | Mona Barthel Petra Martić          | Alberta Brianti Bethanie Mattek-Sands Zhang Shuai Alona Bondarenko      |
| 6 czerwca  | e-Boks Danish Open Kopenhaga International Series | Johanna Larsson Jasmin Wöhr                 | 6:3, 6:3         | Kristina Mladenovic Katarzyna Piter | Mona Barthel Petra Martić          | Alberta Brianti Bethanie Mattek-Sands Zhang Shuai Alona Bondarenko      |
| 13 czerwca | AEGON International Eastbourne Premier Series     | Marion Bartoli                              | 6:1, 4:6, 7:5    | Petra Kvitová                       | Daniela Hantuchová Samantha Stosur | Wiktoryja Azaranka Agnieszka Radwańska Venus Williams Wiera Zwonariowa  |
| 13 czerwca | AEGON International Eastbourne Premier Series     | Květa Peschke Katarina Srebotnik            | 6:3, 6:0         | Liezel Huber Lisa Raymond           | Daniela Hantuchová Samantha Stosur | Wiktoryja Azaranka Agnieszka Radwańska Venus Williams Wiera Zwonariowa  |
| 13 czerwca | UNICEF Open ’s-Hertogenbosch International Series | Roberta Vinci                               | 6:7(7), 6:3, 7:5 | Jelena Dokić                        | Dominika Cibulková Romina Oprandi  | Kimiko Date-Krumm Swietłana Kuzniecowa Johanna Larsson Yanina Wickmayer |
| 13 czerwca | UNICEF Open ’s-Hertogenbosch International Series | Barbora Záhlavová-Strýcová Klára Zakopalová | 1:6, 6:4, 10-7   | Dominika Cibulková Flavia Pennetta  | Dominika Cibulková Romina Oprandi  | Kimiko Date-Krumm Swietłana Kuzniecowa Johanna Larsson Yanina Wickmayer |
| 20 czerwca | Wimbledon Londyn Wielki Szlem                     | Petra Kvitová                               | 6:3, 6:4         | Marija Szarapowa                    | Sabine Lisicki Wiktoryja Azaranka  | Dominika Cibulková Marion Bartoli Tamira Paszek Cwetana Pironkowa       |
| 20 czerwca | Wimbledon Londyn Wielki Szlem                     | Květa Peschke Katarina Srebotnik            | 6:3, 6:1         | Sabine Lisicki Samantha Stosur      | Sabine Lisicki Wiktoryja Azaranka  | Dominika Cibulková Marion Bartoli Tamira Paszek Cwetana Pironkowa       |

## Lipiec
| Data     | Turniej                                                                    | Zwyciężczynie                                      | Wynik           | Finalistki                                    | Półfinalistki                              | Ćwierćfinalistki                                                                 |
| -------- | -------------------------------------------------------------------------- | -------------------------------------------------- | --------------- | --------------------------------------------- | ------------------------------------------ | -------------------------------------------------------------------------------- |
| 4 lipca  | Poli-Farbe Budapest Grand Prix Budapeszt International Series              | Roberta Vinci                                      | 6:4, 1:6, 6:4   | Irina-Camelia Begu                            | Anabel Medina Garrigues Klára Zakopalová   | Zuzana Kučová Kateryna Bondarenko Estrella Cabeza Candela Sara Errani            |
| 4 lipca  | Poli-Farbe Budapest Grand Prix Budapeszt International Series              | Anabel Medina Garrigues Alicja Rosolska            | 6:2, 6:2        | Natalie Grandin Vladimíra Uhlířová            | Anabel Medina Garrigues Klára Zakopalová   | Zuzana Kučová Kateryna Bondarenko Estrella Cabeza Candela Sara Errani            |
| 4 lipca  | Collector Swedish Open Båstad International Series                         | Polona Hercog                                      | 6:4, 7:5        | Johanna Larsson                               | Sofia Arvidsson Barbora Záhlavová-Strýcová | María José Martínez Sánchez Lourdes Domínguez Lino Wiesna Dołonc Flavia Pennetta |
| 4 lipca  | Collector Swedish Open Båstad International Series                         | Lourdes Domínguez Lino María José Martínez Sánchez | 6:3, 6:3        | Nuria Llagostera Vives Arantxa Parra Santonja | Sofia Arvidsson Barbora Záhlavová-Strýcová | María José Martínez Sánchez Lourdes Domínguez Lino Wiesna Dołonc Flavia Pennetta |
| 11 lipca | Internazionali Femminili di Tennis di Palermo Palermo International Series | Anabel Medina Garrigues                            | 6:3, 6:2        | Polona Hercog                                 | Flavia Pennetta Petra Cetkovská            | Cwetana Pironkowa Klára Zakopalová Sara Errani Irina-Camelia Begu                |
| 11 lipca | Internazionali Femminili di Tennis di Palermo Palermo International Series | Sara Errani Roberta Vinci                          | 7:5, 6:1        | Andrea Hlaváčková Klára Zakopalová            | Flavia Pennetta Petra Cetkovská            | Cwetana Pironkowa Klára Zakopalová Sara Errani Irina-Camelia Begu                |
| 11 lipca | Gastein Ladies Bad Gastein International Series                            | M.J. Martínez Sánchez                              | 6:0, 7:5        | P. Mayr-Achleitner                            | Ksienija Pierwak Kateryna Bondarenko       | Laura Pous Tió Dia Ewtimowa Yvonne Meusburger Carla Suárez Navarro               |
| 11 lipca | Gastein Ladies Bad Gastein International Series                            | Eva Birnerová Lucie Hradecká                       | 4:6, 6:2, 12-10 | Jarmila Gajdošová Julia Görges                | Ksienija Pierwak Kateryna Bondarenko       | Laura Pous Tió Dia Ewtimowa Yvonne Meusburger Carla Suárez Navarro               |
| 18 lipca | Baku Cup Baku International Series                                         | Wiera Zwonariowa                                   | 6:1, 6:4        | Ksienija Pierwak                              | Marija Korytcewa Galina Woskobojewa        | Ana Tatiszwili Kateryna Bondarenko Aravane Rezaï Anastasija Pawluczenkowa        |
| 18 lipca | Baku Cup Baku International Series                                         | Marija Korytcewa Tatiana Puczek                    | 6:3, 2:6, 10-8  | Monica Niculescu Galina Woskobojewa           | Marija Korytcewa Galina Woskobojewa        | Ana Tatiszwili Kateryna Bondarenko Aravane Rezaï Anastasija Pawluczenkowa        |
| 25 lipca | Bank of the West Classic Stanford Premier Series                           | Serena Williams                                    | 7:5, 6:1        | Marion Bartoli                                | Dominika Cibulková Sabine Lisicki          | Marina Erakovic Ayumi Morita Agnieszka Radwańska Marija Szarapowa                |
| 25 lipca | Bank of the West Classic Stanford Premier Series                           | Wiktoryja Azaranka Marija Kirilenko                | 6:1, 6:2        | Liezel Huber Lisa Raymond                     | Dominika Cibulková Sabine Lisicki          | Marina Erakovic Ayumi Morita Agnieszka Radwańska Marija Szarapowa                |
| 25 lipca | Citi Open Waszyngton International Series                                  | Nadieżda Pietrowa                                  | 7:5, 6:2        | Szachar Pe’er                                 | Tamira Paszek Irina Falconi                | Alberta Brianti Stéphanie Dubois Virginie Razzano Bojana Jovanovski              |
| 25 lipca | Citi Open Waszyngton International Series                                  | Sania Mirza Jarosława Szwiedowa                    | 6:3, 6:3        | Wolha Hawarcowa Ałła Kudriawcewa              | Tamira Paszek Irina Falconi                | Alberta Brianti Stéphanie Dubois Virginie Razzano Bojana Jovanovski              |

## Sierpień
| Data        | Turniej                                         | Zwyciężczynie                    | Wynik               | Finalistki                          | Półfinalistki                          | Ćwierćfinalistki                                                                 |
| ----------- | ----------------------------------------------- | -------------------------------- | ------------------- | ----------------------------------- | -------------------------------------- | -------------------------------------------------------------------------------- |
| 1 sierpnia  | Mercury Insurance Open San Diego Premier Series | Agnieszka Radwańska              | 6:3, 6:4            | Wiera Zwonariowa                    | Ana Ivanović Andrea Petković           | Sabine Lisicki Peng Shuai Daniela Hantuchová Sloane Stephens                     |
| 1 sierpnia  | Mercury Insurance Open San Diego Premier Series | Květa Peschke Katarina Srebotnik | 6:0, 6:2            | Raquel Kops-Jones Abigail Spears    | Ana Ivanović Andrea Petković           | Sabine Lisicki Peng Shuai Daniela Hantuchová Sloane Stephens                     |
| 8 sierpnia  | Rogers Cup Toronto Premier 5                    | Serena Williams                  | 6:4, 6:2            | Samantha Stosur                     | Agnieszka Radwańska Wiktoryja Azaranka | Roberta Vinci Andrea Petković Galina Woskobojewa Lucie Šafářová                  |
| 8 sierpnia  | Rogers Cup Toronto Premier 5                    | Liezel Huber Lisa Raymond        | walkower            | Marija Kirilenko Wiktoryja Azaranka | Agnieszka Radwańska Wiktoryja Azaranka | Roberta Vinci Andrea Petković Galina Woskobojewa Lucie Šafářová                  |
| 15 sierpnia | Western & Southern Open Cincinnati Premier 5    | Marija Szarapowa                 | 4:6, 7:6(3), 6:3    | Jelena Janković                     | Andrea Petković Wiera Zwonariowa       | Nadieżda Pietrowa Peng Shuai Samantha Stosur Daniela Hantuchová                  |
| 15 sierpnia | Western & Southern Open Cincinnati Premier 5    | Vania King Jarosława Szwiedowa   | 6:4, 3:6, 11-9      | Natalie Grandin Vladimíra Uhlířová  | Andrea Petković Wiera Zwonariowa       | Nadieżda Pietrowa Peng Shuai Samantha Stosur Daniela Hantuchová                  |
| 22 sierpnia | New Haven Open at Yale New Haven Premier Series | Caroline Wozniacki               | 6:4, 6:1            | Petra Cetkovská                     | Francesca Schiavone Li Na              | Christina McHale Anabel Medina Garrigues Marion Bartoli Anastasija Pawluczenkowa |
| 22 sierpnia | New Haven Open at Yale New Haven Premier Series | Chuang Chia-jung Wolha Hawarcowa | 7:5, 6:2            | Sara Errani Roberta Vinci           | Francesca Schiavone Li Na              | Christina McHale Anabel Medina Garrigues Marion Bartoli Anastasija Pawluczenkowa |
| 22 sierpnia | Texas Tennis Open Dallas International Series   | Sabine Lisicki                   | 6:2, 6:1            | Aravane Rezaï                       | Angelique Kerber Irina-Camelia Begu    | Johanna Larsson Elena Baltacha Anastasija Sevastova Kateryna Bondarenko          |
| 22 sierpnia | Texas Tennis Open Dallas International Series   | Alberta Brianti Sorana Cîrstea   | 7:5, 6:3            | Alizé Cornet Pauline Parmentier     | Angelique Kerber Irina-Camelia Begu    | Johanna Larsson Elena Baltacha Anastasija Sevastova Kateryna Bondarenko          |
| 29 sierpnia | US Open Nowy Jork Wielki Szlem                  | Samantha Stosur                  | 6:3, 6:2            | Serena Williams                     | Caroline Wozniacki Angelique Kerber    | Andrea Petković Anastasija Pawluczenkowa Flavia Pennetta Wiera Zwonariowa        |
| 29 sierpnia | US Open Nowy Jork Wielki Szlem                  | Liezel Huber Lisa Raymond        | 4:6, 7:6(5), 7:6(3) | Vania King Jarosława Szwiedowa      | Caroline Wozniacki Angelique Kerber    | Andrea Petković Anastasija Pawluczenkowa Flavia Pennetta Wiera Zwonariowa        |

## Wrzesień
| Data        | Turniej                                                             | Zwyciężczynie                      | Wynik             | Finalistki                         | Półfinalistki                      | Ćwierćfinalistki                                                   |
| ----------- | ------------------------------------------------------------------- | ---------------------------------- | ----------------- | ---------------------------------- | ---------------------------------- | ------------------------------------------------------------------ |
| 12 września | Taskhent Open Taszkent International Series                         | Ksienija Pierwak                   | 6:1, 6:1          | Eva Birnerová                      | Ałła Kudriawcewa Urszula Radwańska | Sorana Cîrstea Eleni Daniilidu Victoria Larrière Walerija Sawinych |
| 12 września | Taskhent Open Taszkent International Series                         | Eleni Daniilidu Witalija Djaczenko | 6:4, 6:3          | Ludmyła Kiczenok Nadija Kiczenok   | Ałła Kudriawcewa Urszula Radwańska | Sorana Cîrstea Eleni Daniilidu Victoria Larrière Walerija Sawinych |
| 12 września | Bell Challenge Québec International Series                          | Barbora Záhlavová-Strýcová         | 4:6, 6:1, 6:0     | Marina Erakovic                    | Michaëlla Krajicek Tamira Paszek   | Daniela Hantuchová Andrea Hlaváčková Rebecca Marino Heather Watson |
| 12 września | Bell Challenge Québec International Series                          | Raquel Kops-Jones Abigail Spears   | 6:1, 3:6, 10-6    | Jamie Hampton Ana Tatiszwili       | Michaëlla Krajicek Tamira Paszek   | Daniela Hantuchová Andrea Hlaváčková Rebecca Marino Heather Watson |
| 19 września | Hansol Korea Open Seul International Series                         | María José Martínez Sánchez        | 7:6(0), 7:6(2)    | Galina Woskobojewa                 | Polona Hercog Klára Zakopalová     | Wiera Duszewina Dominika Cibulková Julia Görges Vania King         |
| 19 września | Hansol Korea Open Seul International Series                         | Natalie Grandin Vladimíra Uhlířová | 7:6(5), 6:4       | Wiera Duszewina Galina Woskobojewa | Polona Hercog Klára Zakopalová     | Wiera Duszewina Dominika Cibulková Julia Görges Vania King         |
| 19 września | Guangzhou International Women’s Open Guangzhou International Series | Chanelle Scheepers                 | 6:2, 6:2          | Magdaléna Rybáriková               | Marija Kirilenko Zheng Jie         | Tetiana Łużanśka Urszula Radwańska Petra Martić Jarmila Gajdošová  |
| 19 września | Guangzhou International Women’s Open Guangzhou International Series | Hsieh Su-wei Zheng Saisai          | 6:2, 6:1          | Chan Chin-wei Han Xinyun           | Marija Kirilenko Zheng Jie         | Tetiana Łużanśka Urszula Radwańska Petra Martić Jarmila Gajdošová  |
| 26 września | Toray Pan Pacific Open Tokio Premier 5                              | Agnieszka Radwańska                | 6:3, 6:2          | Wiera Zwonariowa                   | Wiktoryja Azaranka Petra Kvitová   | Kaia Kanepi Marion Bartoli Marija Kirilenko Marija Szarapowa       |
| 26 września | Toray Pan Pacific Open Tokio Premier 5                              | Liezel Huber Lisa Raymond          | 7:6(4), 0:6, 10-6 | Gisela Dulko Flavia Pennetta       | Wiktoryja Azaranka Petra Kvitová   | Kaia Kanepi Marion Bartoli Marija Kirilenko Marija Szarapowa       |

## Październik
| Data            | Turniej                                                    | Zwyciężczynie                             | Wynik            | Finalistki                              | Półfinalistki                    | Ćwierćfinalistki                                                             |
| --------------- | ---------------------------------------------------------- | ----------------------------------------- | ---------------- | --------------------------------------- | -------------------------------- | ---------------------------------------------------------------------------- |
| 3 października  | China Open Pekin Premier Mandatory                         | Agnieszka Radwańska                       | 7:5, 0:6, 6:4    | Andrea Petković                         | Flavia Pennetta Monica Niculescu | Caroline Wozniacki Ana Ivanović Marija Kirilenko Anastasija Pawluczenkowa    |
| 3 października  | China Open Pekin Premier Mandatory                         | Květa Peschke Katarina Srebotnik          | 6:3, 6:4         | Gisela Dulko Flavia Pennetta            | Flavia Pennetta Monica Niculescu | Caroline Wozniacki Ana Ivanović Marija Kirilenko Anastasija Pawluczenkowa    |
| 10 października | Generali Ladies Linz Linz International Series             | Petra Kvitová                             | 6:4, 6:1         | Dominika Cibulková                      | Jelena Janković Lucie Šafářová   | Sorana Cîrstea Daniela Hantuchová Jewgienija Rodina Anastasija Rodionowa     |
| 10 października | Generali Ladies Linz Linz International Series             | Marina Erakovic Jelena Wiesnina           | 7:5, 6:1         | Julia Görges Anna-Lena Grönefeld        | Jelena Janković Lucie Šafářová   | Sorana Cîrstea Daniela Hantuchová Jewgienija Rodina Anastasija Rodionowa     |
| 10 października | HP Open Osaka International Series                         | Marion Bartoli                            | 6:3, 6:1         | Samantha Stosur                         | Zheng Jie Angelique Kerber       | Petra Cetkovská Ayumi Morita Chanelle Scheepers Tamarine Tanasugarn          |
| 10 października | HP Open Osaka International Series                         | Kimiko Date-Krumm Zhang Shuai             | 7:5, 3:6, 11-9   | Vania King Jarosława Szwiedowa          | Zheng Jie Angelique Kerber       | Petra Cetkovská Ayumi Morita Chanelle Scheepers Tamarine Tanasugarn          |
| 17 października | Kremlin Cup Moskwa Premier Series                          | Dominika Cibulková                        | 3:6, 7:6(1), 7:5 | Kaia Kanepi                             | Lucie Šafářová Jelena Wiesnina   | Marion Bartoli Wiera Duszewina Swietłana Kuzniecowa Wiera Zwonariowa         |
| 17 października | Kremlin Cup Moskwa Premier Series                          | Vania King Jarosława Szwiedowa            | 7:6(3), 6:3      | Anastasija Rodionowa Galina Woskobojewa | Lucie Šafářová Jelena Wiesnina   | Marion Bartoli Wiera Duszewina Swietłana Kuzniecowa Wiera Zwonariowa         |
| 17 października | BGL Luxembourg Open Luksemburg International Series        | Wiktoryja Azaranka                        | 6:2, 6:2         | Monica Niculescu                        | Julia Görges Anne Keothavong     | Iveta Benešová Lucie Hradecká Bibiane Schoofs Anastasija Sevastova           |
| 17 października | BGL Luxembourg Open Luksemburg International Series        | Iveta Benešová Barbora Záhlavová-Strýcová | 7:5, 6:3         | Lucie Hradecká Jekatierina Makarowa     | Julia Görges Anne Keothavong     | Iveta Benešová Lucie Hradecká Bibiane Schoofs Anastasija Sevastova           |
| 25 października | TEB-BNP Paribas WTA Championships Stambuł Turniej Mistrzyń | Petra Kvitová                             | 7:5, 4:6, 6:3    | Wiktoryja Azaranka                      | Samantha Stosur Wiera Zwonariowa | Agnieszka Radwańska Caroline Wozniacki Li Na Marion Bartoli Marija Szarapowa |
| 25 października | TEB-BNP Paribas WTA Championships Stambuł Turniej Mistrzyń | Liezel Huber Lisa Raymond                 | 6:4, 6:4         | Květa Peschke Katarina Srebotnik        | Samantha Stosur Wiera Zwonariowa | Agnieszka Radwańska Caroline Wozniacki Li Na Marion Bartoli Marija Szarapowa |

## Listopad
| Data        | Turniej                                                             | Zwyciężczynie  | Wynik    | Finalistki              | Półfinalistki                    | Ćwierćfinalistki                                           |
| ----------- | ------------------------------------------------------------------- | -------------- | -------- | ----------------------- | -------------------------------- | ---------------------------------------------------------- |
| 3 listopada | Commonwealth Bank Tournament of Champions Bali International Series | Ana Ivanović   | 6:3, 6:0 | Anabel Medina Garrigues | Nadieżda Pietrowa Sabine Lisicki | Peng Shuai Roberta Vinci Daniela Hantuchová Marion Bartoli |
| 3 listopada | Commonwealth Bank Tournament of Champions Bali International Series | nie rozgrywano |          | nie rozgrywano          | Nadieżda Pietrowa Sabine Lisicki | Peng Shuai Roberta Vinci Daniela Hantuchová Marion Bartoli |

## Wygrane turnieje
Stan na koniec sezonu

### gra pojedyncza – klasyfikacja tenisistek
| Lp | Wygrane | Tenisistka                  | Państwo           |
| 1  | 6       | Caroline Wozniacki          | Dania             |
|    | 6       | Petra Kvitová               | Czechy            |
| 2  | 3       | Roberta Vinci               | Włochy            |
|    | 3       | Agnieszka Radwańska         | Polska            |
|    | 3       | Wiktoryja Azaranka          | Białoruś          |
| 3  | 2       | Li Na                       | Chiny             |
|    | 2       | Anabel Medina Garrigues     | Hiszpania         |
|    | 2       | Wiera Zwonariowa            | Rosja             |
|    | 2       | Serena Williams             | Stany Zjednoczone |
|    | 2       | Marija Szarapowa            | Rosja             |
|    | 2       | Sabine Lisicki              | Niemcy            |
|    | 2       | María José Martínez Sánchez | Hiszpania         |
|    | 2       | Marion Bartoli              | Francja           |
| 4  | 1       | Gréta Arn                   | Węgry             |
|    | 1       | Jarmila Gajdošová           | Australia         |
|    | 1       | Kim Clijsters               | Belgia            |
|    | 1       | Daniela Hantuchová          | Słowacja          |
|    | 1       | Magdaléna Rybáriková        | Słowacja          |
|    | 1       | Lourdes Domínguez Lino      | Hiszpania         |
|    | 1       | Gisela Dulko                | Argentyna         |
|    | 1       | Anastazja Pawliuczenkowa    | Rosja             |
|    | 1       | Jelena Dokić                | Australia         |
|    | 1       | Julia Görges                | Niemcy            |
|    | 1       | Alberta Brianti             | Włochy            |
|    | 1       | Andrea Petkovic             | Niemcy            |
|    | 1       | Polona Hercog               | Słowenia          |
|    | 1       | Nadieżda Pietrowa           | Rosja             |
|    | 1       | Samantha Stosur             | Australia         |
|    | 1       | Ksienija Pierwak            | Rosja             |
|    | 1       | Barbora Záhlavová-Strýcová  | Czechy            |
|    | 1       | Chanelle Scheepers          | Południowa Afryka |
|    | 1       | Dominika Cibulková          | Słowacja          |
|    | 1       | Ana Ivanović                | Serbia            |

### gra pojedyncza – klasyfikacja państw
| Lp | Państwo           | Turnieje |
| 1  | Rosja             | 7        |
|    | Czechy            | 7        |
| 2  | Dania             | 6        |
| 3  | Hiszpania         | 5        |
| 4  | Włochy            | 4        |
|    | Niemcy            | 4        |
| 5  | Australia         | 3        |
|    | Polska            | 3        |
|    | Słowacja          | 3        |
|    | Białoruś          | 3        |
| 6  | Chiny             | 2        |
|    | Stany Zjednoczone | 2        |
|    | Francja           | 2        |
| 7  | Węgry             | 1        |
|    | Belgia            | 1        |
|    | Argentyna         | 1        |
|    | Słowenia          | 1        |
|    | Południowa Afryka | 1        |
|    | Serbia            | 1        |

### gra podwójna – klasyfikacja tenisistek
| Lp | Wygrane | Tenisistka                  | Państwo           |
| 1  | 6       | Květa Peschke               | Czechy            |
|    | 6       | Katarina Srebotnik          | Słowenia          |
| 2  | 5       | Barbora Záhlavová-Strýcová  | Czechy            |
|    | 5       | Liezel Huber                | Stany Zjednoczone |
| 3  | 4       | Iveta Benešová              | Czechy            |
|    | 4       | Lisa Raymond                | Stany Zjednoczone |
| 4  | 3       | Galina Woskobojewa          | Kazachstan        |
|    | 3       | Andrea Hlaváčková           | Czechy            |
|    | 3       | Sara Errani                 | Włochy            |
|    | 3       | Roberta Vinci               | Włochy            |
|    | 3       | Sania Mirza                 | Indie             |
|    | 3       | Wolha Hawarcowa             | Białoruś          |
|    | 3       | Jelena Wiesnina             | Rosja             |
|    | 3       | Jarosława Szwiedowa         | Kazachstan        |
| 5  | 2       | Alisa Klejbanowa            | Rosja             |
|    | 2       | Ałła Kudriawcewa            | Rosja             |
|    | 2       | María José Martínez Sánchez | Hiszpania         |
|    | 2       | Anabel Medina Garrigues     | Hiszpania         |
|    | 2       | Lucie Hradecká              | Czechy            |
|    | 2       | Marija Korytcewa            | Ukraina           |
|    | 2       | Wiktoryja Azaranka          | Białoruś          |
|    | 2       | Marija Kirilenko            | Rosja             |
|    | 2       | Chuang Chia-jung            | Chińskie Tajpej   |
|    | 2       | Vania King                  | Stany Zjednoczone |
| 6  | 1       | Anastasija Pawluczenkowa    | Rosja             |
|    | 1       | Flavia Pennetta             | Włochy            |
|    | 1       | Gisela Dulko                | Argentyna         |
|    | 1       | Bethanie Mattek-Sands       | Stany Zjednoczone |
|    | 1       | Meghann Shaughnessy         | Stany Zjednoczone |
|    | 1       | Edina Gallovits             | Rumunia           |
|    | 1       | Raluca Olaru                | Rumunia           |
|    | 1       | Dinara Safina               | Rosja             |
|    | 1       | Daniela Hantuchová          | Słowacja          |
|    | 1       | Agnieszka Radwańska         | Polska            |
|    | 1       | Nuria Llagostera Vives      | Hiszpania         |
|    | 1       | Arantxa Parra Santonja      | Hiszpania         |
|    | 1       | Renata Voráčová             | Czechy            |
|    | 1       | Sabine Lisicki              | Niemcy            |
|    | 1       | Samantha Stosur             | Australia         |
|    | 1       | Peng Shuai                  | Chiny             |
|    | 1       | Zheng Jie                   | Chiny             |
|    | 1       | Akgul Amanmuradova          | Uzbekistan        |
|    | 1       | Johanna Larsson             | Szwecja           |
|    | 1       | Jasmin Wöhr                 | Niemcy            |
|    | 1       | Klára Zakopalová            | Czechy            |
|    | 1       | Alicja Rosolska             | Polska            |
|    | 1       | Lourdes Domínguez Lino      | Hiszpania         |
|    | 1       | Eva Birnerová               | Czechy            |
|    | 1       | Tatiana Puczek              | Białoruś          |
|    | 1       | Alberta Brianti             | Włochy            |
|    | 1       | Sorana Cîrstea              | Rumunia           |
|    | 1       | Eleni Daniilidu             | Grecja            |
|    | 1       | Witalija Djaczenko          | Rosja             |
|    | 1       | Raquel Kops-Jones           | Stany Zjednoczone |
|    | 1       | Abigail Spears              | Stany Zjednoczone |
|    | 1       | Natalie Grandin             | Południowa Afryka |
|    | 1       | Vladimíra Uhlířová          | Czechy            |
|    | 1       | Hsieh Su-wei                | Chińskie Tajpej   |
|    | 1       | Zheng Saisai                | Chiny             |
|    | 1       | Marina Erakovic             | Nowa Zelandia     |
|    | 1       | Kimiko Date-Krumm           | Japonia           |
|    | 1       | Zhang Shuai                 | Chiny             |

### gra podwójna – klasyfikacja państw
| Lp | Państwo           | Turnieje |
| 1  | Czechy            | 24       |
| 2  | Stany Zjednoczone | 15       |
| 3  | Rosja             | 12       |
| 4  | Włochy            | 8        |
| 5  | Hiszpania         | 7        |
| 6  | Białoruś          | 6        |
|    | Słowenia          | 6        |
|    | Kazachstan        | 6        |
| 7  | Chiny             | 4        |
| 8  | Indie             | 3        |
|    | Rumunia           | 3        |
|    | Chińskie Tajpej   | 3        |
| 9  | Niemcy            | 2        |
|    | Polska            | 2        |
|    | Ukraina           | 2        |
| 10 | Argentyna         | 1        |
|    | Słowacja          | 1        |
|    | Australia         | 1        |
|    | Uzbekistan        | 1        |
|    | Szwecja           | 1        |
|    | Grecja            | 1        |
|    | Południowa Afryka | 1        |
|    | Nowa Zelandia     | 1        |
|    | Japonia           | 1        |

### ogólna klasyfikacja tenisistek
| Lp | Tenisistka                  | Singel | Debel | Mikst | Suma |
| 1  | Caroline Wozniacki          | 6      | 0     | 0     | 6    |
|    | Petra Kvitová               | 6      | 0     | 0     | 6    |
| 2  | Roberta Vinci               | 3      | 3     | 0     | 6    |
| 3  | Wiktoryja Azaranka          | 3      | 2     | 0     | 5    |
| 4  | Agnieszka Radwańska         | 3      | 1     | 0     | 4    |
| 5  | Anabel Medina Garrigues     | 2      | 2     | 0     | 4    |
|    | María José Martínez Sánchez | 2      | 2     | 0     | 4    |
| 6  | Sabine Lisicki              | 2      | 1     | 0     | 3    |
| 7  | Li Na                       | 2      | 0     | 0     | 2    |
|    | Wiera Zwonariowa            | 2      | 0     | 0     | 2    |
|    | Serena Williams             | 2      | 0     | 0     | 2    |
|    | Marija Szarapowa            | 2      | 0     | 0     | 2    |
|    | Marion Bartoli              | 2      | 0     | 0     | 2    |
| 8  | Barbora Záhlavová-Strýcová  | 1      | 5     | 0     | 6    |
| 9  | Gisela Dulko                | 1      | 1     | 0     | 2    |
|    | Anastasija Pawluczenkowa    | 1      | 1     | 0     | 2    |
|    | Daniela Hantuchová          | 1      | 1     | 0     | 2    |
|    | Lourdes Domínguez Lino      | 1      | 1     | 0     | 2    |
|    | Alberta Brianti             | 1      | 1     | 0     | 2    |
|    | Samantha Stosur             | 1      | 1     | 0     | 2    |
| 10 | Gréta Arn                   | 1      | 0     | 0     | 1    |
|    | Jarmila Gajdošová           | 1      | 0     | 0     | 1    |
|    | Kim Clijsters               | 1      | 0     | 0     | 1    |
|    | Magdaléna Rybáriková        | 1      | 0     | 0     | 1    |
|    | Jelena Dokić                | 1      | 0     | 0     | 1    |
|    | Julia Görges                | 1      | 0     | 0     | 1    |
|    | Andrea Petkovic             | 1      | 0     | 0     | 1    |
|    | Polona Hercog               | 1      | 0     | 0     | 1    |
|    | Nadieżda Pietrowa           | 1      | 0     | 0     | 1    |
|    | Ksienija Pierwak            | 1      | 0     | 0     | 1    |
|    | Chanelle Scheepers          | 1      | 0     | 0     | 1    |
|    | Dominika Cibulková          | 1      | 0     | 0     | 1    |
|    | Ana Ivanović                | 1      | 0     | 0     | 1    |
| 11 | Katarina Srebotnik          | 0      | 6     | 1     | 7    |
| 12 | Květa Peschke               | 0      | 6     | 0     | 6    |
| 13 | Liezel Huber                | 0      | 5     | 0     | 5    |
| 14 | Iveta Benešová              | 0      | 4     | 1     | 5    |
| 15 | Lisa Raymond                | 0      | 4     | 0     | 4    |
| 16 | Galina Woskobojewa          | 0      | 3     | 0     | 3    |
|    | Andrea Hlaváčková           | 0      | 3     | 0     | 3    |
|    | Sara Errani                 | 0      | 3     | 0     | 3    |
|    | Sania Mirza                 | 0      | 3     | 0     | 3    |
|    | Wolha Hawarcowa             | 0      | 3     | 0     | 3    |
|    | Jelena Wiesnina             | 0      | 3     | 0     | 3    |
|    | Jarosława Szwiedowa         | 0      | 3     | 0     | 3    |
| 17 | Alisa Klejbanowa            | 0      | 2     | 0     | 2    |
|    | Peng Shuai                  | 0      | 2     | 0     | 2    |
|    | Ałła Kudriawcewa            | 0      | 2     | 0     | 2    |
|    | Lucie Hradecká              | 0      | 2     | 0     | 2    |
|    | Marija Korytcewa            | 0      | 2     | 0     | 2    |
|    | Marija Kirilenko            | 0      | 2     | 0     | 2    |
|    | Chuang Chia-jung            | 0      | 2     | 0     | 2    |
|    | Vania King                  | 0      | 2     | 0     | 2    |
| 18 | Flavia Pennetta             | 0      | 1     | 0     | 1    |
|    | Bethanie Mattek-Sands       | 0      | 1     | 0     | 1    |
|    | Meghann Shaughnessy         | 0      | 1     | 0     | 1    |
|    | Edina Gallovits             | 0      | 1     | 0     | 1    |
|    | Raluca Olaru                | 0      | 1     | 0     | 1    |
|    | Dinara Safina               | 0      | 1     | 0     | 1    |
|    | Nuria Llagostera Vives      | 0      | 1     | 0     | 1    |
|    | Arantxa Parra Santonja      | 0      | 1     | 0     | 1    |
|    | Renata Voráčová             | 0      | 1     | 0     | 1    |
|    | Akgul Amanmuradova          | 0      | 1     | 0     | 1    |
|    | Johanna Larsson             | 0      | 1     | 0     | 1    |
|    | Jasmin Wöhr                 | 0      | 1     | 0     | 1    |
|    | Klára Zakopalová            | 0      | 1     | 0     | 1    |
|    | Alicja Rosolska             | 0      | 1     | 0     | 1    |
|    | Eva Birnerová               | 0      | 1     | 0     | 1    |
|    | Tatiana Puczek              | 0      | 1     | 0     | 1    |
|    | Sorana Cîrstea              | 0      | 1     | 0     | 1    |
|    | Eleni Daniilidu             | 0      | 1     | 0     | 1    |
|    | Witalija Djaczenko          | 0      | 1     | 0     | 1    |
|    | Raquel Kops-Jones           | 0      | 1     | 0     | 1    |
|    | Abigail Spears              | 0      | 1     | 0     | 1    |
|    | Natalie Grandin             | 0      | 1     | 0     | 1    |
|    | Vladimíra Uhlířová          | 0      | 1     | 0     | 1    |
|    | Hsieh Su-wei                | 0      | 1     | 0     | 1    |
|    | Zheng Saisai                | 0      | 1     | 0     | 1    |
|    | Marina Erakovic             | 0      | 1     | 0     | 1    |
|    | Kimiko Date-Krumm           | 0      | 1     | 0     | 1    |
|    | Zhang Shuai                 | 0      | 1     | 0     | 1    |
| 19 | Casey Dellacqua             | 0      | 0     | 1     | 1    |
|    | Melanie Oudin               | 0      | 0     | 1     | 1    |

### ogólna klasyfikacja państw
| Lp | Państwo           | Singel | Debel | Mikst | Suma |
| 1  | Czechy            | 7      | 24    | 1     | 32   |
| 2  | Rosja             | 7      | 12    | 0     | 19   |
| 3  | Dania             | 6      | 0     | 0     | 6    |
| 4  | Włochy            | 4      | 8     | 0     | 12   |
| 5  | Hiszpania         | 4      | 7     | 0     | 11   |
| 6  | Niemcy            | 4      | 2     | 0     | 6    |
| 7  | Białoruś          | 3      | 6     | 0     | 9    |
| 8  | Polska            | 3      | 2     | 0     | 5    |
| 9  | Australia         | 3      | 1     | 1     | 5    |
| 10 | Słowacja          | 3      | 1     | 0     | 4    |
| 11 | Stany Zjednoczone | 2      | 15    | 1     | 18   |
| 12 | Chiny             | 2      | 4     | 0     | 6    |
| 13 | Francja           | 2      | 0     | 0     | 2    |
| 14 | Słowenia          | 1      | 6     | 1     | 8    |
| 15 | Argentyna         | 1      | 1     | 0     | 2    |
|    | Południowa Afryka | 1      | 1     | 0     | 2    |
| 16 | Węgry             | 1      | 0     | 0     | 1    |
|    | Serbia            | 1      | 0     | 0     | 1    |
| 17 | Kazachstan        | 0      | 6     | 0     | 6    |
| 18 | Indie             | 0      | 3     | 0     | 3    |
|    | Chińskie Tajpej   | 0      | 3     | 0     | 3    |
| 19 | Ukraina           | 0      | 2     | 0     | 2    |
|    | Rumunia           | 0      | 2     | 0     | 2    |
| 20 | Uzbekistan        | 0      | 1     | 0     | 1    |
|    | Szwecja           | 0      | 1     | 0     | 1    |
|    | Grecja            | 0      | 1     | 0     | 1    |
|    | Nowa Zelandia     | 0      | 1     | 0     | 1    |
|    | Japonia           | 0      | 1     | 0     | 1    |

## Obronione tytuły
- Edina Gallovits - Bogota (debel)
- María José Martínez Sánchez - Dubaj (debel)
- Květa Peschke - Ad-Dauha (debel)
- Caroline Wozniacki - Kopenhaga (singiel), New Haven (singiel)
- Sara Errani - Palermo (debel)
- Lucie Hradecká - Bad Gastein (debel)
- Ana Ivanović - Bali (singiel)